# Front Mission
Front Mission (フロントミッション Furonto Misshon?) är ett datorrollspel utvecklat av G-Craft och Square Enix, och utgivet av Square i Japan den 24 februari 1995 till Super Famicom. Spelet är det första i Front Mission-serien. En portering släpptes till Wonderswan Color i Japan den 12 juli 2002.
Den 23 oktober 2003 släppte Square Enix en remake-version vid namn Front Mission First till Playstation, som i sin tur porterades till Nintendo DS i Japan och släpptes den 22 mars 2007. Nintendo DS-versionen släpptes, under titeln Front Mission, i Nordamerika den 23 oktober 2007, vilket innebar tredje gången ett Front Mission-spel utgivits utanför Japan.
En engelskspråkig privatöversättning av originalversionen, utförd av Front Mission Translation Project, släpptes den 24 september 2001.

## Handling
Spelet utspelar sig år 2090 på "Huffmanön" i Stilla havet, en ö av samma storlek som Oahu, skapad genom vulkanisk aktivitet söder om Mexikos västkust 1995 och delad i två delar vid slutskedet av ett krig 2070.
Spelets huvudperson, Roid Clive, en ledare för den revolutionära gruppen "Wandrung Panzer", som använder sig av mecharobotar.

### Fotnoter
1. ↑  ”Front Mission Information” (på engelska). Frontmission. Arkiverad från originalet den 14 maj 2014. https://archive.is/20140514165110/http://www.frontmission.org/front/fm1info.htm. Läst 14 maj 2014.